# Delano Schuurman
Delano Schuurman (* 12. Januar 2000) ist ein südafrikanischer Eishockeyspieler, der seit 2015 für die Pretoria Capitals in der Gauteng Premier Hockey League spielt.

## Karriere
Delano Schuurman spielt seit Beginn seiner Karriere in seiner Heimatstadt Pretoria in der Gauteng Premier Hockey League.

### International
Schuurman vertrat sein Heimatland bei den Weltmeisterschaften der U18-Junioren der Division III in den Jahren 2015, 2016, 2017 und 2018, als er zum besten Spieler seiner Mannschaft gewählt wurde. Im U20-Bereich spielte er bei der Qualifikation zur Division III 2018 sowie bei den Weltmeisterschaften 2017, 2019, als er erneut zum besten Spieler der Südafrikaner gekürt wurde, und 2020 in der Division III.
Im Jahr 2019 vertrat Schuurman Südafrika erstmals bei den Weltmeisterschaften der Herren der Division III. Es folgte ein weiterer Auftritt im Jahr 2023 ebenfalls in der Division III. Zudem vertrat er seine Farben bei der Olympiaqualifikation für die Winterspiele in Mailand 2026.